# Gardnos (krater)
Gardnos – krater uderzeniowy w gminie Nes w okręgu Buskerud w Norwegii. Skały krateru odsłaniają się na powierzchni ziemi.
Wiek krateru został oceniony na 500 milionów lat, czyli powstał on w kambrze. Został utworzony przez uderzenie niewielkiej planetoidy o składzie chondrytowym w skały krystaliczne.